# Światowy Dzień Wścieklizny
Światowy Dzień Wścieklizny (ang. World Rabies Day, WRD) – międzynarodowa kampania obchodzona corocznie 28 września z inicjatywy amerykańskiej organizacji non-profit (ang.) Global Alliance for Rabies Control (ARC) i Ośrodków Kontroli i Prewencji Chorób (ang. Centers for Disease Control and Prevention, CDC) w Stanach Zjednoczonych.
Początkowo Dzień Wścieklizny obchodzony w USA i Wielkiej Brytanii zyskał poparcie w innych państwach, wśród Organizacji Narodów Zjednoczonych, a także został ujęty w kalendarzu weterynaryjnym Unii Europejskiej. 
Pierwszy Światowy Dzień Wścieklizny zorganizowano 8 września 2007 w Atlancie. Współfinansowany był przez światowe organizacje: Zdrowia (WHO), Zdrowia Zwierząt (OIE) i (ang.) Pan American Health Organization (PAHO/AMRO). Udział w nim wzięło 393 tysięcy ludzi z 74 krajów.
Współorganizatorem imprez towarzyszących temu wydarzeniu jest WHO, które chce zaznaczyć powagę problemu, jakim jest wścieklizna i wskazać środki, jakie mogą podjąć kraje rozwijające się aby zapobiec tej groźnej chorobie zakaźnej.
Światowy Dzień Walki z Wścieklizną ma na celu podnoszenie świadomości na temat efektów tej choroby u zwierząt i ludzi, propagowanie wiedzy na temat jej zapobiegania i eliminowania u ludzi przez zwalczanie wścieklizny wśród zwierząt.